# Elecciones federales de México de 2018 en Campeche
Las elecciones federales de México de 2018 en Campeche se llevaron a cabo el domingo 6 de junio de 2018, y en ellas se renovaron los siguientes cargos de elección popular:
- 3 Senadores. Miembros de la cámara alta del Congreso de la Unión. Dos elegidos por mayoría simple y uno por primera minoría.
- 2 diputados federales. Miembros de la cámara baja del Congreso de la Unión. Dos elegidos por mayoría simple. Todos ellos electos para un periodo de tres años a partir del 1 de agosto de 2021 con la posibilidad de reelección por hasta tres periodos adicionales.

## Resultados electorales

### Senadores por Campeche

#### Senadores Electos
|  | Candidato                        | Partido | Tipo de elección | Tipo de elección |
|  | -------------------------------- | ------- | ---------------- | ---------------- |
|  | Aníbal Ostoa Ortega              |         | Primera fórmula  | Mayoría relativa |
|  | Cecilia Margarita Sánchez García |         | Segunda fórmula  | Mayoría relativa |
|  | Rocío Adriana Abreu Artiñano     |         | Primera fórmula  | Primera minoría  |

### Diputados Federales por Campeche

#### Diputados Electos
| Candidato                       | Partido | Distrito   | Tipo de elección |
| ------------------------------- | ------- | ---------- | ---------------- |
| Carlos Enrique Martínez Aké     |         | Distrito 1 | Mayoría relativa |
| Irasema del Carmen Buenfil Díaz |         | Distrito 2 | Mayoría relativa |

## Elecciones

### Cámara de Senadores
|  | 46.19 % |

|  | 30.39 % |

|  | 19.88 % |

|  | 0.06 % |

|  | 3.45 % |

|  | 69.81 % |

### Cámara de Diputados

#### Distrito federal 1 (Campeche)
|  | 41,53 % |

|  | 35.54 % |

|  | 19.71 % |

|  | 0.08 % |

|  | 3.12 % |

|  | 73.08 % |

#### Distrito federal 6 (Ciudad del Carmen)
|  | 50.02 % |

|  | 27.64 % |

|  | 18.41 % |

|  | 0.14 % |

|  | 3.77 % |

|  | 66.03 % |